# Ivik
IVIK (szw. Individuella programmets introduktionskurser för invandrare) – indywidualne programy przygotowawcze dla imigrantów w większości szwedzkich liceów (gymnasieskolor), mające na celu wyrównanie szans edukacyjnych przed rozpoczęciem w nich nauki. Program obejmuje przygotowanie się w zakresie wiedzy i umiejętności na poziomie obowiązującym rocznik 9. w j. angielskim, j. szwedzkim i matematyce, a także wiedzy o Szwecji i jej kulturze.

## Krytyka
- Skolverket (szwedzkie Kuratorium Oświaty) wielokrotnie krytykowało szkoły za brak integracji imigranckich uczniów, chociaż są przypadki zadowalającej współpracy. Najczęstszym problemem uczniów kursu IVIK jest brak dostatecznych umiejętności językowych i społecznych.
- Z powodu niewydolności systemu spowodowanej przez wysokie wymagania utrudniające uczniom IVIK ukończenie kursu, często zostają oni na nim kilka lat, zanim dostaną się do zwykłej szkoły. Z tego powodu ministerstwo oświaty planuje zniesienie IVIK[1], a w zamian dodanie jeszcze jednego roku do szwedzkiej szkoły podstawowej (grundskola), która obecnie trwa 9 lat[2]. i po tym umożliwić chodzenie obcokrajowcom na kurs przygotowawczy.